# Kenyaconger heemstrai
Kenyaconger heemstrai – gatunek morskiej ryby węgorzokształtnej z rodziny kongerowatych (Congridae). Reprezentuje monotypowy rodzaj Kenyaconger. 

## Taksonomia
Gatunek opisała w 2003 roku zgodnie z zasadami nazewnictwa binominalnego para ichtiologów, Amerykanin David G. Smith i Rosjanka Emma Karmowska, na podstawie jednego osobnika złowionego w zachodniej części Oceanu Indyjskiego u wybrzeży Kenii. Holotyp mierzy 26,7 cm długości całkowitej (TL). 
Według stanu ze stycznia 2019 gatunek ten nie figuruje w Czerwonej księdze gatunków zagrożonych Międzynarodowej Unii Ochrony Przyrody (IUCN).